# Maarja Kangro
Maarja Kangro (née le 20 décembre 1973 à Tallinn) est une écrivaine, poétesse et librettiste  estonienne.
Elle est la fille du compositeur Raimo Kangro.

## Ouvrages

### Poésie
- Kurat õrnal lumel, 2006
- Tule mu koopasse, mateeria, 2007
- Heureka, 2008
- Kunstiteadlase jõulupuu, 2010
- La farfalla dell'irreversibilità (2011) [2]
- Must tomat, 2013

### Nouvelles
- Ahvid ja solidaarsus, 2010
- Dantelik auk, 2012
- Hüppa tulle, Nähtamatu Ahv, 2014

### Littérature pour enfants
- Puuviljadraakon, 2006

### Libretti et autres textes musicaux
- Süda, opéra de Raimo Kangro (avec Kirke Kangro), 1999[3]
- Kaubamaja, opéra de Tõnis Kaumann, 2005[4]
- Tuleaed et Mu luiged, mu mõtted, opéras de Tõnu Kõrvits, 2006[5]
- To Define Happiness, œuvre multimédia de Gavin Bryars et Peeter, 2007 Jalakas[6]
- Monument Muneja-Kukele ehk Kuked ja kanad, cantate de Timo Steiner (2008)[7]
- Kaks pead, opéra de Timo Steiner, 2011

## Prix
- 2008 : Prix littéraire de l'université de Tallinn (pour Tule mu koopasse, mateeria)
- 2009 : Prix littéraire de l'université de Tallinn (pour Heureka)
- 2009 : Prix de poésie de la Fondation estonienne pour la culture (pour Heureka)[8]
- 2011 : Prix de prose de la Fondation estonienne pour la culture (pour Ahvid ja solidaarsus)
- 2011 : Prix Friedebert Tuglas (pour la nouvelle 48 tundi)
- 2014 : Prix Friedebert Tuglas (pour la nouvelle Atropose Opel Meriva)
- 2016 : Erster Rödermarkscher Literaturpreis (pour le poème Vana armuke (Der Ex), traduction de Cornelius Hasselblatt)